# Dobje község
Dobje  község Kelet-Szlovéniában. A történelem során e terület részét képezte Alsó-Stájerországnak. Jelenleg a Savinjska közigazgatási régióhoz tartozik. A településen alig több mint 1000 fő él. Adminisztratív központja Dobje pri Planini. A település 17,5 négyzetkilométeren fekszik. Lakosainak száma 942 fő (2020. július 1.).

## A községhez tartozó települések
A községhez Dobje pri Planini székhelyen kívül a következő települések tartoznak:
- Brezje pri Dobjem
- Gorica pri Dobjem
- Jezerce pri Dobjem
- Lažiše
- Presečno
- Ravno
- Repuš
- Škarnice
- Slatina pri Dobjem
- Suho
- Večje Brdo
- Završe pri Dobjem

## Népesség
| Lakosok száma | 959  | 954  | 973  | 971  | 971  | 980  | 987  | 966  | 965  | 942  |
|               | 2008 | 2009 | 2011 | 2012 | 2013 | 2015 | 2016 | 2017 | 2019 | 2020 |